# Globba rosea
Globba rosea är en enhjärtbladig växtart som beskrevs av François Gagnepain. Globba rosea ingår i släktet Globba och familjen Zingiberaceae. Inga underarter finns listade i Catalogue of Life.